# Resígaro
El pueblo indígena resígaro se ubicó inicialmente en la zona comprendida entre los ríos Caquetá y Putumayo en territorio actualmente colombiano. Con el paso del tiempo migraron a territorio peruano, y hoy viven principalmente en el departamento de Loreto. Según el INEI, en el año 2007, una comunidad nativa de la Provincia de Mariscal Ramón Castilla  se identificó como resígaro.
Aunque por su lengua comparten una familia lingüística con otros pueblos (Arawak), los resígaro han estado vinculados con los pueblos bora, murui-muinane y ocaina, por su historia y su ubicación. Además, se conoce que muchas familias resígaro se han integrado en comunidades del pueblo ocaina. Según datos obtenidos por el Ministerio de Cultura, la población de la comunidad resígaro se estima en 37 personas.

## Historia
De acuerdo con el INEI en su II Censo de Comunidades Indígenas de la Amazonía Peruana, este pueblo habría sido mencionado por primera vez en 1910, en la enumeración de poblaciones de la familia lingüística Huitoto que hizo Walter Hardenburg (INEI 2007).
La poca información etnográfica sobre el pueblo resígaro se debe, probablemente, a que su población fue enormemente disminuida durante la época de auge de la extracción del caucho. Según Darcy Ribeiro y Mary Wise (1978), los resígaro constituyen uno de los pueblos que más sufrió por la incursión de los caucheros y por el contacto con nuevas enfermedades.
En el I Censo de Comunidades Indígenas de la Amazonía realizado en el año 1993, el pueblo resígaro formó parte de los pueblos indígenas no censados, posiblemente debido a que sus miembros se encontraban viviendo en comunidades pertenecientes a otros pueblos, o en comunidades de muy difícil acceso. Sin embargo, en el siguiente censo realizado el año 2007, el INEI identificó una comunidad resígaro en el departamento de Loreto (INEI 2007).
Como consecuencia de la integración de familias resígaro en comunidades ocaina, ha sido posible encontrar algunos ocaina-hablantes que, a pesar de no hablar el idioma resígaro, se reconocen como parte de este pueblo (Allin 2008).
Por su parte, el Instituto Lingüístico de Verano (2006) y Gustavo Solís (2009), han sostenido que los miembros de este pueblo estarían bastante integrados en comunidades mestizas de la zona.